# Bécassine des paramos
Gallinago jamesoni
Espèce
Statut de conservation UICN

 LC  : Préoccupation mineure
La Bécassine des paramos (Gallinago jamesoni) est une espèce d’oiseaux de la famille des Scolopacidae.